# Flefedron
Flefedron, 4-fluorometkatynon, 4-FMC – organiczny związek chemiczny, substancja psychoaktywna z grupy stymulantów, należąca do pochodnych fenyloetyloaminy, amfetaminy i katynonu.

## Historia
Flefedron zaczął być sprzedawany jako tzw. designer drug w 2008 roku, wraz ze swoim izomerem strukturalnym 3-fluorometkatynonem (3-FMC).

## Legalność
Flefedron został zdelegalizowany w Danii w grudniu 2008, w Rumunii w lutym 2010, w Wielkiej Brytanii i Polsce w kwietniu 2010 i w październiku 2010 w Szwecji.